# Бхавачакра
Бхавача́кра (санскрит; пали: бхавачакка; тибетски: སྲིད་པའི་འཁོར་ལོ་ срид па'и 'кор ло) е символично представяне на самсара (или на цикличното съществуване), намиращо се върху външните стени на тибетските будистки храмове и манастири в Индо-тибетския регион. В будистката традиция Махаяна се вярва, че рисунката е проектирана от самия Буда, за да помогне на обикновените хора да разберат будисткото учение.
Бхавачакра е популярно смятана за колелото на живота. Този термин се превежда и като колело на цикличното съществуване.

## Произход
Легендата разказва, че Буда е създал първото изображение на бхавачакра и историята за това как той дава илюстрацията на цар Рудраяна се появява в антологията на будистките разкази наречени Дивявадана.
Бхавачакра е изрисувана върху външните стени на почти всеки будистки храм в Тибет и Индия. Дзонгсар Кхиенце казва:
Една от причините защо Колелото на живота е изрисувано извън манастирите и върху стените (което е било окуражавано от Буда) е изучаването на тази много мъдра будистка философия и разбирането ѝ от земеделците и говедарите с по-обикновен ум. Така, че тези изображения върху Колелото на живота са само за общуване с широката публика.

## Обяснение на диаграмата

### Преглед
Значенията на основните части на диаграмата са:
1. Изображенията в главината на колелото представляват трите отрови на невежеството, привързаността и омразата.
2. Вторият слой представлява карма.
3. Третият слой представлява шестте сфери на самсара.
4. Четвъртият слой представлява дванадесетте звена на взаимозависимото възникване.
5. Свирепа фигура държи колелото, представлявайки непостоянството.
6. Луната над колелото представлява освобождението от самсара или от цикличното съществуване.
7. Буда сочейки луната показва, че освобождението е възможно.

Символично трите вътрешни кръгове, движещи се от центъра навън показват, че трите отрови на невежеството, привързаността и омразата дават начало на положителни и отрицателни действия; тези действия и резултатите от тях се наричат карма. Карма от своя страна води до шестте сфери, които представляват различни видове страдание в рамките на самсара.
Четвъртият и външният слой на колелото символизират дванадесетте връзки на зависимия произход. Тези връзки показват как източниците на страданието, които са трите отрови и кармата пораждат животи в рамките на цикличното съществуване.
Свирепото същество, което държи колелото представлява непостоянство; това означава, че целият процес на самсара или циклично съществуване е непостоянен, преходен, постоянно променящ се. Луната над колелото показва освобождение. Буда сочи към Луната, посочвайки че освобождението от самсара е възможно.

### Център: трите отрови
В главината на колелото са трите животни: свиня, змия и птица. Те представляват трите отрови на невежеството, привързаността и омразата. Прасето е застъпник на невежеството, това сравнение се основава на индийската концепция, че прасето е най-глупаво от животните, защото то спи на най-мръсните места и яде каквото стигне до устата му. Змията представлява омразата и гняв, това е така, защото тя се събужда и напада от най-малкото докосване. Птицата представлява привързаност (превежда се още като желание и вкопчване). Конкретна птица, използван в тази диаграма представлява вид индийската птица, който е много привързана към своя партньор. Тези три животни представляват трите отрови, които са в основата на Бхавачакра. От тези три отрови произлиза развитието на целия цикъл на съществуване.
В много рисунки на колелото, змията и птицата са показани да излизат от устата на прасето, което показва, че омразата и привързаността произтичат от невежеството. Показано е и че змията и птицата са сграбчили опашката на прасето, което показва, че те от своя страна насърчават по-голямо невежество.
Под влияние на трите отрови, съществата създават карма, както е показано в следващия слой на кръга.

### Втори слой: карма
Вторият слой на колелото показва две полуокръжности:
- Единия полукръг (обикновено в светъл цвят) показва, доволни хора се движат нагоре към по-високи състояния, евентуално по-високите сфери.
- Другия полукръг (обикновено в тъмен цвят) показва хора в окаяно състояние, водени надолу до по-ниски нива, вероятно в по-ниските сфери.

Тези изображения представляват карма, закона за причината и следствието. Светлия полукръг показва, хората, живеещи в резултатите от положителни действия. Тъмния полукръг показва, хората, живеещи в резултатите от негативни действия.
Рингу Тулку казва:
Ние създаваме карма по три различни начина, чрез действия, които са положителни, отрицателни и неутрални. Когато ние чувстваме доброта и любов и с тази нагласа вършим добри неща, които са полезни за себе си и за другите, това е позитивно действие. Когато ние се извършваме вредни действия с еднакво вредни намерения, това е отрицателно действие. Накрая, когато мотивацията ни е безразлична и нашите дела не са нито вредни или полезни, това причинява неутрални действия. Резултатите, които преживяваме, ще бъдат според качеството на нашите действия.
Задвижвани от своята карма, същества се прераждат в шестте сфери на самсара, както е показано в следващия слой на кръга.

### Трети слой: шестте реалности на самсара
- Три висши реалности на боговете, полубоговете (понякога като сфера на ревнивите богове или войнствени богове, асури [10][11]) и хората
- Трите низши реалностти на животните, на гладните духове и Нарака